# Педро Ламі
Педру Ламі (порт. José Pedro Mourão Lamy Viçoso; нар. 20 березня 1972, Алдейя-Галега, Португалія) — автогонщик, учасник чемпіонату світу «Формула-1». Перший португалець, який завоював очки в чемпіонаті Формули-1.